# 제임스 스프릭스 페인

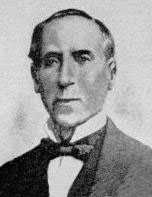
제임스 페인

제임스 스프릭스 페인(영어: James Spriggs Payne, 1819년 12월 19일 ~ 1882년 1월 31일)은 제4, 8대 라이베리아의 대통령을 역임한 정치인이다.
미국 버지니아주 리치먼드에서 독실한 감리교 가정에서 태어났으며, 그는 혈통의 8분의 7이 백인 계통인 옥토룬(octoroon)이었다. 10살의 나이에 가족과 함께 라이베리아로 이주했는데 같은 이주선에 미국식민협회의 지원을 받는 초대 대통령 조지프 젱킨스 로버츠가 있었다.
1868년 제4대 대통령이 되어 1870년까지 재임했으며 임기 동안 공식적으로 노예무역이 폐지되었다. 1876년부터 1878년까지 다시 제8대 대통령직을 맡았으며 이 시기에 대두한 경제난을 해결하기 위해 외국과의 무역을 발전시키려 노력했다.

## 역대 선거 결과
| 선거명      | 직책명              | 대수 | 정당   | 득표율 | 득표수 | 결과 | 당락 |
| ----------- | ------------------- | ---- | ------ | ------ | ------ | ---- | ---- |
| 1867년 선거 | 라이베리아의 대통령 | 4대  | 공화당 | 0%     | -표    | 1위  |      |
| 1869년 선거 | 라이베리아의 대통령 | 5대  | 공화당 | 0%     | -표    | 2위  | 낙선 |
| 1875년 선거 | 라이베리아의 대통령 | 8대  | 공화당 | 0%     | -표    | 1위  |      |